# The Legionary - Fuga all'inferno
The Legionary - Fuga all'inferno (Legionnaire) è un film del 1998 diretto da Peter MacDonald, con Jean-Claude Van Damme. Oltre all'attore belga, il cast comprende Adewale Akinnuoye-Agbaje, Steven Berkoff, Nicholas Farrell e Jim Carter.
Il film celebra la Legione straniera francese degli anni '20.

## Trama
Alain Lefèvre è un pugile francese che, nel 1925, deve fuggire da Marsiglia. Suo fratello gli ha chiesto di perdere un combattimento in modo che entrambi possano vivere con i soldi. Lucien Galgani, il mafioso che lo ha costretto a farlo, gli chiede di farlo al secondo round. La ragazza di Galgani, Katrina, è l'ex fidanzata di Alain che ha lasciato in piedi sull'altare. Ma Katrina perdona Alain e i due escogitano un piano per scappare insieme in America.
Alain, invece di seguire le direttive del boss, si tuffa nel combattimento e sconfigge il suo avversario. Proprio mentre il piano di fuga sta per avere successo, il fratello di Alain viene ucciso e Katrina viene catturata dagli uomini di Galgani. Ma Alain ha sparato e ucciso il fratello di Galgani. Nel disperato bisogno di un nuovo piano di fuga, Alain si arruola nella Legione straniera francese e viene spedito nel Nord Africa per aiutare a difendere il Marocco da una ribellione di guerrieri berberi, guidati da Abd el-Krim.
Lungo la strada, Alain incontra alcuni nuovi amici, tra cui Luther, un afroamericano fuggito dall'ingiustizia negli Stati Uniti e che credeva che tornando in Africa sarebbe stato trattato bene, Mackintosh, un ex maggiore dell'esercito britannico, congedato disonorevolmente a causa di un problema di gioco, e Guido, un ingenuo ragazzo italiano che desidera fare colpo sulla sua fidanzata tornando a casa come un eroe. Ma le cose non saranno facili. L'unico vero modo per fuggire dalla Legione è sopravvivere al termine del servizio, e i ribelli li hanno superati.
Dopo aver marciato per giorni, l'attuale truppa arriva in un piccolo stagno. Sfortunatamente prima di ottenere la loro piena porzione di acqua, vengono aggrediti e abbattuti dai berberi.  Dopo aver lasciato i morti, tra i quali c'è Guido, i sopravvissuti, incluso Alain, vanno al forte della Legione.
Nel frattempo Galgani ha anche inviato i suoi criminali assoldati, arruolati nella Legione, per trovare Alain e vendicarsi della morte del fratello del boss. Dopo pochi giorni, lo trovano nel forte. Dopo che il comandante ha inviato Alain insieme a Mackintosh e gli altri a guardia del forte, Mackintosh rivela le sue vere intenzioni di essere mandato a uccidere Alain come parte di un accordo per rimborsare suo padre, che è rimasto senza un soldo a causa di debiti di gioco. Prima che possa farlo, tuttavia, vengono inseguiti dagli indigeni che avanzano verso il forte.
Il colonnello manda Luther in una pericolosa missione per infiltrarsi nel campo degli indigeni. Alain, sapendo che sarà un suicidio, chiede di andare avanti ma gli viene ordinato di non farlo. Luther gli dà la sua armonica come simbolo di amicizia.
Mentre Alain sorveglia il forte fuori, vede Luther arrivare senza il suo abbigliamento. Alain vede quindi arrivare il resto del gruppo. Quando iniziano ad attaccare, Alain decide di uccidere Luther per dargli una morte relativamente indolore e rapida. Molto rapidamente, il resto del gruppo sconfigge i Legionari.
Mentre un ex teppista sta per uccidere Alain, viene abbattuto da Mackintosh, ferito senza possibilità di sopravvivenza, che rivela con rimorso che Katrina è riuscita a lasciare e fuggire da Galgani e andare in America come ha sempre desiderato. Alain, come segno di apprezzamento, gli dà l'ultimo proiettile rimastogli perché si suicidi per salvarsi dalla disperazione e dalla sofferenza.
Alla fine, solo Alain si alza vivo dopo la battaglia e Abd el-Krim, vedendo il suo coraggio e la sua determinazione, gli permette di vivere e gli dice di informare i suoi superiori su cosa aspettarsi se continuano la colonizzazione. Ora l'unico sopravvissuto al calvario, Alain, viene lasciato solo nel deserto mentre ricorda Katrina e i suoi ex amici.
C'è il finale alternativo / cancellato, dove Alain salva Katrina e sta per uccidere Galgani, ma il regista e il produttore hanno pensato che fosse troppo violento. C'è una sceneggiatura del finale alternativo, in cui, alla festa di San Silvestro, quando Alain punta la sua pistola su Galgani ma costui esce con Katrina e Alain si astiene dall'uccidere il boss.

## Produzione

### Riprese
Il film è stato girato principalmente in Marocco, nelle città di Tangeri, Erfoud e Ouarzazate.

## Accoglienza
Con un budget di 20 milioni di dollari, la pellicola ricevette recensioni contrastanti da parte della critica.